# スコットカタログ

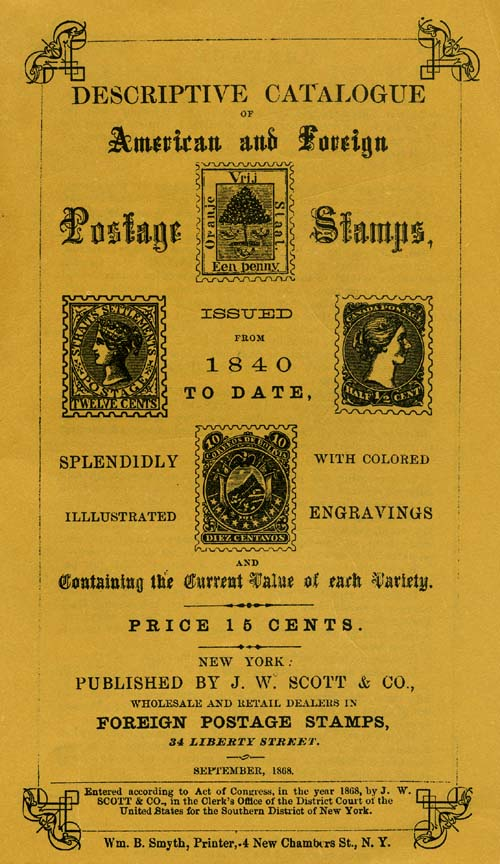
1868年発行のスコットカタログの表紙

スコットカタログ（Scott catalogue）とは、アメリカ合衆国のスコット出版が毎年発行している世界中の郵便切手を収録したカタログ（図鑑）である。

## 概略
最初にスコットカタログが発行されたのは1868年9月にニューヨークの切手商であったジョン・ウォルター・スコットの手によってであった。このカタログは切手のタイトルと発行年月日、印刷の色や評価額が記載されており、整理番号が個々に付けられている。この整理番号は「スコット番号」と呼ばれ、アメリカだけでなく世界中の切手商および切手収集家が使用している。
1907年には、日本でも英語版の原著が「米国スコット商会出版『万国郵便切手価額目録書』」として販売されている。
創刊から1942年版までは1冊本だった。

## 収録国
スコットカタログは英語で編集されており、世界で発行された膨大な数の切手がカラーで収録されている。そのため、2016年発行の2017年版カタログまでは電話帳サイズの6巻セットであったが、1冊あたりの重量が重くなってしまったため、2017年発行の2018年版からは第1巻を第1A巻と第1B巻というように2冊に分け、合計で12冊のセットに再編された。また、近年ではCD-ROM媒体でも発売されている。
第1巻はアメリカ、国際連合から収録され、以降は各国の切手が国名のアルファベット順に並ぶ。2018年度版の構成は以下のとおり。
- Vol.1A：アメリカ、国際連合、Aからオーストラリアまでの各国
- Vol.1B：オーストリア～B
- Vol.2A：C～キュラソー島
- Vol.2B：キプロス～F
- Vol.3A：G
- Vol.3B：H～I
- Vol.4A：J～L
- Vol.4B：M
- Vol.5A：N～フィリピン
- Vol.5B：ピトケアン諸島～サモア
- Vol.6A：サンマリノ～テテ（ポルトガル領モザンビークの一部）
- Vol.6B：タイ～Z

ほぼ世界中の切手を網羅して収録されているが、例外もある。1960年代から1970年代にかけて、休戦オマーンを構成した首長国（現在ではアラブ首長国連邦を構成する）やイエメン王党派が国外の収集家向けに濫発したいわゆる土侯国切手などはほぼ収録されてこなかった。ただし、2020年版にはラアス・アル＝ハイマの切手が不完全ながら採録され始めるなど、取扱いの方針には変化が見られる。
かつてのアメリカ切手の整理番号は局長臨時切手から始まり、現在の1番である1847年発行のフランクリンが描かれた5セント切手は28番であった。
また、アメリカ政府が敵性国家に指定して郵便切手の輸入を禁止している場合には掲載されないことがあった。かつての北ベトナムや中華人民共和国などは1970年代まで収録されていなかったが、一方で長年アメリカとの国交断絶状態が続いたキューバについては評価額を記載せずに採録するなど、方針は不統一であった。現在でも、イランの禁輸措置移行後に発行された分については評価額を記載していないほか、朝鮮民主主義人民共和国（北朝鮮）の切手も最近まで収録していなかった（2003年発行の2004年版に1946年〜1975年発行の切手が収録されたのが初）。
スコットカタログのように世界中の切手を収録したカタログには、他にイギリスのギボンズカタログやドイツのミッヘルカタログ、フランスのイベールカタログなどがある。